# Nicolae Ghica-Budești
Nicolae Ghica-Budești (n. 22 decembrie 1869, Iași – d. 16 decembrie 1943, București) a fost un arhitect român, promotor al renașterii vechii arhitecturi românești și al afirmării specificului național, al stilului neoromânesc în arhitectură. A ocupat poziția de profesor la Școala superioară de Arhitectură din București.În calitate de arhitect a fost un specialist în istoria arhitecturii medievale din Muntenia. Din 1930 a fost membru de onoare al Academiei Române. A fost și membru al Comisiei monumentelor istorice.
Nicolae Ghika-Budești a fost fiul lui Eugen Ghika-Budești (1843 – 1919) și al soției sale Elena Cantacuzino. A purtat numele satului Budești, din fostul județ Roman, azi județul Neamț. S-a căsătorit cu Madeleine Landrieu la Paris, în 7 martie 1901 Din căsătoria lor s-au născut doi fii: Ion Ghika-Budești care a devenit profesor la Facultatea de Arhitectură din București și Ștefan Ghika-Budești, creatorul școlii românești de geologie inginerească.

## Studii
După cursurile primare efectuate la colegiul Gaillard, în Lausanne, Elveția a urmat cursurile liceale la Ecole Monge, din Paris, și în continuare, cursurile Școlii de Poduri și Șosele din București, obținând titlul de inginer. Apoi, Ghika-Budești a plecat la Paris, unde a frecventat, în perioada 1893-1901, Ecole des Beaux-Arts, în atelierul profesorului Victor Laloux.

## Operă
După planurile arhitectului s-au construit:
- Muzeul de etnografie, artă națională, artă decorativă și industrială, astăzi Muzeul Țăranului Român (în etape, între anii 1912 și 1939)
- Mausoleul lui Vasile Alecsandri din Mircești
- Biserica Copou din Iași
- Biserica Sf. Vasile cel Mare din strada Polonă, București
- Biserica "Schimbarea la Față" Cuțitul de Argint, București
- Casa Radu Rosetti, București (Str. Mihail Moxa nr. 3-5)
- Liceul din Râmnicu Vâlcea (Colegiul Național „Alexandru Lahovari”)
- A participat la lucrările de extindere ale Palatului Universității București (1912)

## Publicații
Preocuparea pentru vechea arhitectură românească s-a concretizat și în diverse publicații despre istoria arhitecturii din Muntenia și Oltenia, unele dintre cărțile sale fiind chiar de referință:
- Mânăstirea Probota (cu G. Balș), București - Institutul de arte grafice Carol Göbl, 1909 (Arta românească nr. 3)
- Evoluția arhitecturii în Muntenia și Oltenia. I. Înrâuririle străine de la origine până la Neagoe Basarab, în Buletinul Comisiunii Monumentelor Istorice (BCMI) XX (1927), fasciculele 53-54, paginile 121-158
- Evoluția arhitecturii în Muntenia și Oltenia. II. Vechiul stil românesc din veacul al XVI-lea, în BCMI, XXIII (1930), fasciculele 63-66
- Evoluția arhitecturii în Muntenia și Oltenia. III. Veacul al XVII-Iea, în BCMI XXV (1932), fasciculele 71~74
- Evoluția arhitecturii în Muntenia și Oltenia. IV. Noul stil din veacul al XVIII-lea, în BCMI, XXIX (1936), fasciculele 87-90